# Sinfonía n.º 4 (Ives)

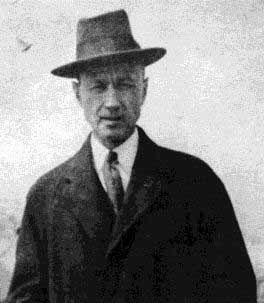
Ives en 1913.

La Sinfonía n.º 4, S. 4 (K. 1A4) fue compuesta por Charles Ives entre 1910 y mediados de la década de 1920.

## Historia

### Composición
La trayectoria de Ives en el género sinfónico ha quedado plasmada en cinco obras, de la cuales cuatro son sinfonías numeradas. La Sinfonía n.º 1 de 1902; la Sinfonía n.º 2 de 1901; la Sinfonía n.º 3 de 1904, la Sinfonía n.º 4 terminada a mediados de la década de 1920; y por último la Sinfonía del Universo que quedó inacabada.
La composición de esta obra se desarrolló en varias etapas: la primera entre 1910 y 1916; la segunda etapa 1919 y 1922. Está concebida a la escala más grande de todas sus producciones orquestales completas. Tras la primera etapa de trabajo se completó una primera versión que probablemente constaba de sólo tres movimientos, con el movimiento inicial incluido como un "Preludio" sin numerar y el "Concierto de Hawthorne" en lugar del actual segundo movimiento. Entre 1919 y 1922 el compositor reformuló completamente el segundo movimiento hasta convertirlo en la "comedia" que es ahora, utilizando la pieza para piano The Celestial Railroad como una especie de intermediaria entre el "Concierto" y la "Comedia". El tercer movimiento es una orquestación del primer movimiento de su Cuarteto de cuerda n.º 1 de 1898. En 1922-1923 se preparó una partitura a tinta completa de los tres primeros movimientos, pero el cuarto movimiento tuvo que esperar hasta 1943, cuando John J. Becker completó esta parte de la partitura bajo la supervisión de Ives.
De todas la sinfonías de Ives, esta es la única que cuenta con un programa. Henry Bellamann preparó unas notas al programa para el estreno parcial del primer y segundo movimiento de 1927, que en gran parte parece estar formulado por Ives según evidencian el tono y el uso del lenguaje. El programa de la sinfonía se describe así:

«El programa estético de la obra es el de muchas de las obras maestras literarias y musicales más grandes del mundo: las preguntas inquisitivas ¿qué? y ¿por qué? que el espíritu del hombre pide en la vida. Éste es especialmente el sentido del preludio. Los tres movimientos siguientes son las diversas respuestas en las que la existencia responde.»

En sus Memos, Ives cita erróneamente las notas al programa de Bellamann atribuyéndole la famosa descripción de la Finale (por tanto, proporciona una prueba más de que había suministrado un texto descriptivo a Bellamann para la nota, con Bellamann dejando de lado la descripción del Finale debido a su ausencia a la actuación de 1927): "El último movimiento es una apoteosis del contenido anterior, en términos que tienen algo que ver con la realidad de la existencia y su experiencia religiosa."

### Estreno
La primera interpretación parcial tuvo lugar el 29 de enero de 1927 en el Ayuntamiento de Nueva York en que fueron interpretados los dos primeros movimientos dirigidos por Eugene Goossens con la Filarmónica de Nueva York. El tercer movimiento se pudo escuchar por primera vez el 10 de mayo de 1933 en el New School Auditorium en la interpretación de la New Chamber Orchestra dirigida por Bernard Herrmann. El compositor Jerome Moross arregló el primer y tercer movimiento. El estreno mundial de la obra completa no sucedió hasta el 26 de abril de 1965 en el Carnegie Hall con la Orquesta Sinfónica Americana bajo la batuta de Leopold Stokowski, asistido por los directores José Serebrier y David Katz. Esta sinfonía fue la primera y la última en ser estrenada de la producción de Ives en el género sinfónico, ya que entre la primera actuación de 1927 y la última de la obra completa en 1965 se estrenaron todas las otras sinfonías del maestro estadounidense.

## Instrumentación
La partitura está escrita para una gran orquesta formada por:
- Viento madera: 2 flautines, 3 flautas, 2 oboes, 3 clarinetes en si bemol, 3 fagotes. 
  - Maderas opcionales (1 intérprete): 1 saxofón alto en mi bemol, 1 saxofón tenor en si bemol, saxofón barítono en mi bemol.
- Viento metal: 4 trompas en do y partes en fa, 2 cornetas en do y partes en si bemol, 6 trompetas en do y partes en si bemol, 3 trombones, 1 tuba.
- Percusión (8-10 intérpretes): timbales, bombo, caja, platillos, triángulo, tambor militar, tom-tom (tambor indio), 2 gongs (ligero y pesado), 2 campanas (aguda y grave, 2 intérpretes).
  - "Battery Unit", percusión adicional para el movimiento IV: caja, timbal pequeño o tambor medio, bombo, platillos, gong.
- Teclado: piano orquestal a cuatro manos, piano solista (ambos pianos afinados a distancia de cuarto de tono), celesta, órgano, "órgano de éter" (opcional).
- Cuerda: una sección de cuerdas con 12-18 violines I, 12-16 violines II, 12-14 violas, 10-12 violonchelos y 8-10 contrabajos.
  - Cuerdas "extra", dentro o fuera del escenario: 2 violines y 1 viola.
- Voces: coro SATB.
- "Coro distante", ubicado fuera del escenario: 
  - En el movimiento I: 2 violines solistas, 1 viola solista (y/o 1 clarinete en la, ad lib.) y 1 arpa.
  - En el movimiento IV: 5 violines solistas y 2 arpas.

La orquesta es ampliada con un coro además de otros requerimientos algo más inusuales como una batería de percusión adicional o "Battery Unit", piano de cuartos de tono, con saxofones y theremín opcionales. La orquesta ocupa su sitio habitual en el escenario principal, mientras que un grupo de intérpretes llamado en las indicaciones de la partitura "distant choir" ("coro distante") se ubican por todo el auditorio, logrando una distribución espacial difícil de transmitir a través de la grabación. La obra requiere tres directores y el compositor proporciona numerosas pistas en la partitura para llevarlo a cabo. La alusión al "órgano de éter" puede hacer referencia a uno de los instrumentos de Léon Theremin. Anteriormente se pensaba que era el instrumento theremín "controlado por el espacio", pero ahora se cree que es su teclado armonio.

## Estructura y análisis
La sinfonía consta de cuatro movimientos:
- I. Preludio. Maestoso 6
4
- II. Comedia. Allegretto 6
8
- III. Fuga. Andante moderato con moto, en do mayor 4
2
- IV. Finale. Very slowly – Largo maestoso 4
4

La interpretación de la obra dura aproximadamente entre 30 y 35 minutos. La escucha de esta composición constituye una experiencia llena de sorpresas ya que cada movimiento está escrito para una agrupación musical diferente y se mueve en su propio mundo musical. La concepción global de la pieza es una sinfonía romántica en cuatro movimientos, con dos movimientos serios en los extremos que enmarcan una especie de scherzo en el segundo movimiento y un movimiento lento en el tercero. Destaca por su sonido modernista, cromatismo, disonancia, textura de múltiples capas, así como su gran y variada orquestación que difiere de sus anteriores sinfonías. Gran parte de las innovadoras técnicas que Ives probó en su música experimental tienen su origen en esta obra. Entre ellas se encuentran el uso de politonalidad, cuartos de tono, acordes disonantes que imitan toques de tambor y flujos simultáneos de música en diferentes métricas y tempi. Como sus sinfonías anteriores, es una pieza cíclica que presenta conexiones temáticas entre el movimiento inicial y el Finale.
También se aprecia aquí el gusto del compositor por tomar prestado material musical preexistente. Hay citas de Beulah Land, al igual que en las Sinfonías n.º 1 y n.º 2; episodios de marcha, melodías de fiddle, canciones de Stephen Foster y Columbia, the Gem of the Ocean, como en su Sinfonía n.º 2; melodías de himnos como en la n.º 2 y n.º 3. Asimismo, cada movimiento de esta sinfonía, igual que había hecho en la n.º 2 y n.º 3, fue en parte adaptado a partir de música previa del propio Ives. En el primer movimiento se usa la canción "Watchman, Tell Us of the Night", tomada de la sección central del Finale de la Sonata para violín n.º 1; en el segundo movimiento la fantasía para piano The Celestial Railroad que está aproximadamente la mitad extraído de fragmentos del movimiento "Hawthorne" de la Sonata Concord; en el tercero el inicio de la fuga está tomado del Cuarteto de cuerda n.º 1, que a su vez se adaptó de una fuga para órgano que Ives había escrito para Horatio Parker; para una parte del Finale se aprovecha el pasaje de cierre del Cuarteto de cuerda n.º 2 que está basado en Memorial Slow March, una pieza perdida de la década anterior. El biógrafo de Ives, Jan Swafford, la ha llamado "la obra maestra en el clímax de Ives".

### I.Preludio. Maestoso
El primer movimiento, subtítulado Preludio y marcado Maestoso, está en compás de 6/4. Según el programa de la sinfonía, este movimiento plantea preguntas espirituales acerca del "significado último de la existencia humana". Se abre en un ámbito atonal y luego se asienta en un arreglo para himno que es tonal en su mayor parte. El coro canta una versión alterada de "Watchman, Tell Us of the Night" sobre una base que sugiere espacio y misterio universal.  

### II.Comedia. Allegretto
El segundo movimiento, subtítulado Comedia y marcado Allegretto, empieza en compás de 6/8 que rápidamente cambia a 6/4 y seguirá cambiando a otros muchos compases, en algunos momentos en cada compás. Conforme al programa, esta es la primera respuesta como una "comedia" en el sentido trascendental. Esta respuesta propone una senda incorrecta, ya que apuesta las esperanzas en un viaje demasiado fácil por la vida y una ruta falsa hacia el cielo, como se satiriza en el cuento alegórico de Hawthorne. La pieza cambia de estilo de forma constante, corriendo entre estados de ánimo que van desde lo sombrío hasta lo cómico, entre paisajes sonoros de himnos hasta una locomotora y un desfile; y entre texturas que van desde unos suaves acordes homofónicos hasta texturas con múltiples capas en distintos compases y tempi. Se trata de un collage deslumbrantemente complejo de citas de melodías que representan la confusión de la existencia. El compositor incluye efectos extraños, incluyendo en un momento dado una serie de tremolandi que se escuchan a lo largo de toda la orquesta.

### III.Fuga. Andante moderato con moto
El tercer movimiento, subtitulado Fuga y marcado Andante moderato con moto, está en do mayor y en compás de 4/2. De acuerdo con el programa planteado la segunda respuesta es la reserva estoica de la vida religiosa. Constituye otra senda incorrecta al apoyarse en el formalismo y el ritualismo representado mediante la fuga (formalismo) basada en un tema de un himno religioso (ritualismo). De repente, este movimiento se retrotrae a un estilo retrospectivo y adopta la forma de una fuga en do mayor que suena extraña e inesperada en este contexto.

### IV.Finale. Very slowly – Largo maestoso
El cuarto y último movimiento, subtitulado Finale y marcado Very slowly (Muy lentamente) – Largo maestoso, está en compás de 4/4 que luego cambia a 6/2 y a otros compases. Según el programa, el Finale presenta la respuesta correcta, el verdadero camino citando el himno "Nearer, my God, to Thee". Estilísticamente retoma la corriente modernista con más capas que antes y luego se va clarificando mediante una forma acumulativa sobre el conocido himno. La percusión distante entra silenciosamente y a ella se une la orquesta entablando una batalla entre material tonalmente centrado y sonidos discordantes y "universales". El coro entra cantando un pasaje pacífico y sin palabras que calma toda la textura hasta que solo queda la percusión, proporcionando la respuesta final y trascendental a la pregunta inicial.